# ذا سبورتس نيتورك
ذا سبورتس نيتورك (بالإنجليزية: The Sports Network)‏ هي قناة رياضية متخصصة باللغة الإنجليزية الكندية مملوكة لشركة تلفزيون سي تي في المتخصص، المملوكة بشكل مشترك لشركة بيل ميديا (70%) وشبكة إي إس بي إن. (30%)، وهي نفسها شركة تابعة لشركة والت ديزني.